# ريان عناد
ريان عناد المطيري مواليد 24 ديسمبر 2000 في ، السعودية، هو لاعب كرة قدم سعودي يلعب في نادي النجمة.